# Eurytoma nochurae
Eurytoma nochurae är en stekelart som beskrevs av Zerova 1995. Eurytoma nochurae ingår i släktet Eurytoma och familjen kragglanssteklar. Inga underarter finns listade i Catalogue of Life.